# FT-1000MP MARK-V

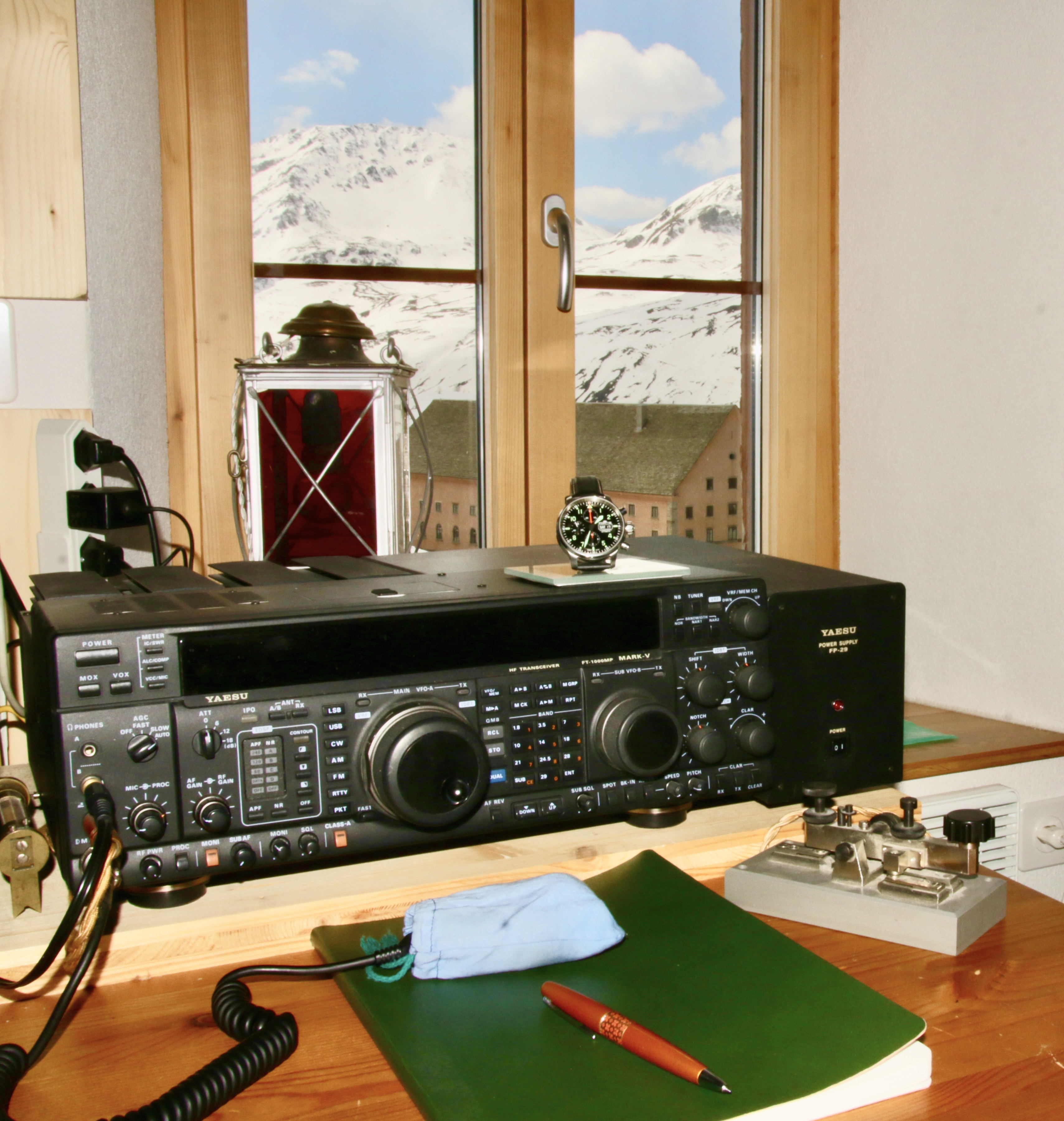
Yaesu FT1000MP MARK-V

Der FT-1000MP MARK-V ist ein im Jahr 2000 eingeführter Funkamateur-Sendeempfänger der Firma Yaesu Musen aus Japan. Das Gerät ist für den Betrieb auf den Amateur-Kurzwellenbändern von 10 m, 12 m, 15 m, 17 m, 20 m, 30 m, 40 m, 80 m und 160 m konstruiert. Der Empfangsbereich umfasst durchgehend 0,1–30 MHz. Die maximale Sendeleistung beträgt 200 W. Besonderheiten sind unter anderen der Klasse-A-Sendebetrieb, der eingebaute Zweitempfänger und der eingebaute Antennentuner. Der Sendeempfänger wiegt 14 kg.